# Латкинський
Ла́ткинський (рос. Латкинский) — селище у складі Тюменцевського району Алтайського краю, Росія. Входить до складу Корольовської сільської ради.

## Населення
Населення — 35 осіб (2010; 81 у 2002).
Національний склад (станом на 2002 рік):
- росіяни — 98 %